# Pan Am
Pan American World Airways (más conocida como Pan Am) fue la aerolínea internacional más importante de los Estados Unidos desde la década de 1930 hasta su quiebra en 1991. Sin duda la primera compañía internacional estadounidense de preguerra, contribuyó marcadamente al desarrollo del transporte aéreo a nivel mundial mediante la inauguración de rutas pioneras transoceánicas, a través del Atlántico y del Pacífico en particular.
Sus primeras operaciones tuvieron como marco inicial el sometimiento de la compañía, el 14 de marzo de 1927, a las leyes federales del Estado de Nueva York; los servicios inaugurales estuvieron circunscritos, contrariamente a cuanto podría parecer por la proyección internacional a que se ha hecho referencia, a un contrato para el transporte de correo con el servicio de correos estadounidense. Este, que comprendía la cobertura de la ruta entre Key West (Florida) y La Habana, fue firmado el 16 de julio y exigía que el primer vuelo efectivo tuviese lugar el 19 de octubre de 1927 (o antes). Los dos Fokker F.VII que al efecto había adquirido se demoraban irremisiblemente para la fecha estipulada, por lo que se tuvo que alquilar un Fairchild FC-2 para que llevase las primeras 30 000 cartas a través del Mar Caribe (unos 150 km). El servicio inaugural de los Fokker se produjo el 28 de octubre y en él voló como navegante Ed Musick, quien tendría un destacado papel en las operaciones de Pan American con hidroaviones.
El Gobierno de Estados Unidos demostraba un creciente interés por la pujanza europea (particularmente francesa y alemana) en las comunicaciones e intercambios comerciales con Sudamérica; así, no es de extrañar que desde altas esferas estadounidenses se animase a Pan American a que colaborase en la expansión del comercio aéreo estadounidense mediante la concesión de contratos denominados Correo Aéreo Extranjero. Estos supusieron que, a finales de 1930, la compañía pudiese complementar sus rutas en el Caribe con servicios a lo largo de las costas este y oeste sudamericanas, llegando a puntos tan meridionales como Santiago de Chile y Buenos Aires.
Esta compañía llegó a marcar la pauta en hechos tan importantes como el uso masivo de los reactores y la utilización de sistemas de reservas computarizados.
Después de 1991, Pan Am fue reabierta en dos ocasiones, bajo dueños diferentes. La segunda Pan Am operó desde 1996 hasta 1998 enfocada como una aerolínea de bajo coste de vuelos de largo alcance entre EE. UU. y el Caribe. La tercera, basada en Portsmouth, Nuevo Hampshire, dejó de operar en 2004. Esta última ocupó los mismos códigos IATA y OACI que la original (al contrario de la segunda que su código OACI fue PN). La Boston-Maine Airways, una compañía hermana de la tercera Pan Am, operó la marca «Pan Am Clipper Connection». Actualmente la empresa Pan American World Airways Dominicana, abreviada la marca bajo el nombre de PAWA, una compañía formada en 2003 por la Pan Am 3, y bajo accionistas dominicanos, opera utilizando esa marca.

## Historia

### Inicios
Pan American Airways Incorporated fue fundada el 14 de marzo de 1927 por Henry H. «Hap» Arnold y asociados. Su compañía de portafolio pudo obtener en octubre el contrato de envío de correo desde EE. UU. a Cuba pero se vio imposibilitada de hacer el trabajo por no tener los recursos físicos debido al retraso del avión Fokker F.VII que habían adquirido (que no llegaría hasta el 30 de septiembre del mismo año). A pesar de todo las operaciones de Pan Am comenzaron el 18 de octubre en un avión Fairchild alquilado a la West Indian Aerial Express, cuando «La Niña» voló 90 millas desde Key West a La Habana.

El 16 de enero de 1928 fue inaugurado el primer vuelo regular de bandera estadounidense desde Key West a La Habana a bordo de un F-7.

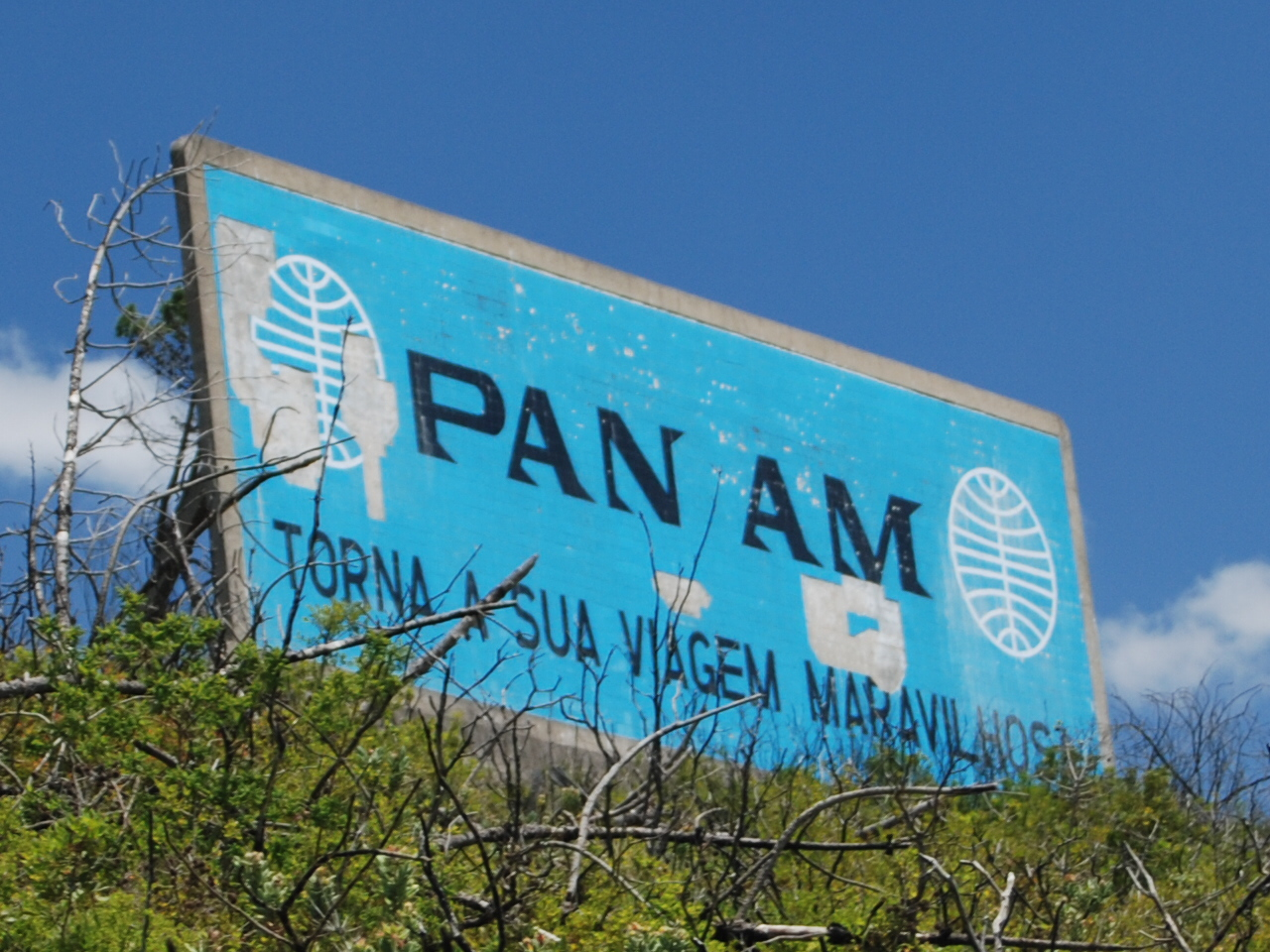
Anuncio de Pan Am en Portugal.

El 2 de junio de ese mismo año, Juan Trippe (graduado en 1921 de la Universidad de Yale) había formado la Aviation Corporation of America con el financiamiento de los poderosos y políticamente conectados William A. Rockefeller, Cornelius Vanderbilt Whitney, entre otros; Whitney actuó como el presidente de la compañía. Su operación tenía los importantes derechos de aterrizaje en La Habana; pues había adquirido una pequeña aerolínea establecida en 1926 por John K. Montgomery y Richard B. Bevier como un servicio de hidroplanos desde Key West, al sur del estado de la Florida a la capital cubana de La Habana. La compañía Atlantic, Gulf and Caribbean Airways fue establecida el 11 de octubre de 1927 por el inversionista de Nueva York Richard Hoyt, quien actuó como presidente. Las tres compañías («Pan Am», «Aviation Corporation of America» y la «Atlantic, Gulf and Caribbean Airways») se unieron para formar una compañía matriz llamada Aviation Corporation of the Americas el 23 de junio de 1928. Richard Hoyt fue nombrado presidente de la nueva compañía, pero Trippe y sus socios mantuvieron el cuarenta por ciento del capital y Whitney fue hecho presidente. Trippe se convirtió en la cabeza operativa de la nueva Pan American Airways Inc., creada como la principal subsidiaria operativa de Aviation Corporation of the Americas.
El Gobierno de los Estados Unidos aprobó el contrato original de envío de correos de Pan Am sin ninguna objeción debido a la tensión de la aerolínea colombiana SCADTA (actualmente Avianca), establecida en Barranquilla, no tuviera competencia y se presionaban por rutas entre América Latina y los EE. UU. El Gobierno ayudó a Pan Am, aislándola de sus competidoras estadounidenses, viéndola como el «instrumento elegido» para las rutas internacionales. La aerolínea se expandió, debido en parte a su virtual monopolio en los contratos para correo aéreo al extranjero.
Juan Trippe y sus asociados planearon extender la red de Pan Am alrededor de Centro y Sudamérica. A finales de la década de 1920 y principios de la de 1930, Pan Am compró algunas aerolíneas agonizantes o que funcionaban mal en la región, y negoció con oficiales postales para ganar la mayoría de los contratos del Gobierno a la región. En septiembre de 1929, Trippe viajó a América Latina con Charles Lindbergh para negociar derechos de aterrizaje en varios países, incluyendo Colombia (Barranquilla) y Venezuela (Maracaibo y Caracas). Al final del año, Pan Am ofrecía vuelos hacia la costa oeste de Sudamérica, Perú. Al año siguiente, Pan Am compró la compañía NYRBA (New York-Río-Buenos Aires Line) creada por Ralph O'Neill, dotando de hidroaviones a la ruta a lo largo de la costa este de Sudamérica hasta Buenos Aires, Argentina, con un vuelo hacia Santiago, Chile, renombrándose esta filial Panair do Brasil.
La compañía dueña de PAA, la Aviation Corporation of the Americas, fue una de las mejores compañías en el New York Curb Exchange en 1929, la especulación rodeaba a cada una de las nuevas adquisiciones de rutas. En un solo día de marzo, subió más de 50% de su precio. Trippe y sus socios tuvieron que competir contra un intento de la United Aircraft and Transport Corporation para mantener su control sobre Pan Am (UATC es la compañía madre de lo que ahora es Boeing, Pratt & Whitney, y United Airlines).

### La era de losClippers
En 1931 entró en servicio con PAA, con el nombre de American Clipper el primer cuatrimotor que operó con registro comercial, un hidroavión Sikorsky S-40 (el avión comercial más grande de aquella época, fabricado exclusivamente para PAA) a partir de ese momento, todos los polimotores de Pan American llevaron un nombre de la serie "Clipper", apodo tomado de los veleros «clipper» del siglo XIX. Además se les añadió un nombre a cada avión de ahí en adelante.
En 1937, mientras Pan Am estaba desarrollando su red sudamericana, también negociaba con Bernt Balchen, de la aerolínea noruega DNL, para realizar un vuelo «código compartido» trasatlántico hacia Europa. El acuerdo fue que Pan Am usara sus Clippers en vuelos desde Nueva York a la capital islandesa de Reikiavik; DNL debería después con sus Sikorsky S-43 volar a Bergen, Noruega. Esta idea fue cosechada cuando Pan Am quiso comenzar un servicio de hidroplanos entre EE. UU. y Europa, viéndose imposibilitada de hacerlo vía Inglaterra o Francia. Finalmente, Pan Am alcanzó un acuerdo con ambos países al ofrecerles servicios desde Norfolk, Virginia, EE. UU. a Europa vía Bermudas usando sus Sikorsky S-40. Pan Am produjo también un contrato aéreo de Boston a Halifax.

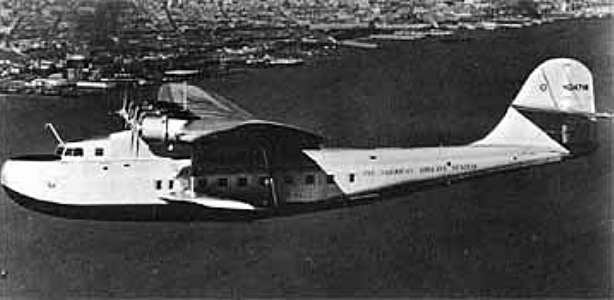
Martin M-130 apodado China Clipper el primer avión de Pan Am a China.

Pan Am planeó comenzar una ruta sobre Alaska hacia Japón y China, y enviar a Lindbergh en un vuelo en 1930. Sin embargo, el problema político en curso que empeoraba en la Unión Soviética y Japón hicieron la ruta fuera irrealizable. Juan Trippe decidió entonces comenzar un servicio desde San Francisco a Honolulu, y de ahí a Hong Kong y Auckland siguiendo rutas náuticas existentes. Después de negociar en 1934 derechos para aterrizar en Pearl Harbor, la isla Midway, la isla Wake, Guam y Subic Bay (Manila), Pan Am trasladó US$500.000 de equipamiento aeronáutico hacia el oeste en marzo de 1935 y realizó su primer vuelo desde Honolulu en abril con un Sikorsky S-42. La aerolínea ganó el contrato por la ruta de correo San Francisco-Cantón más tarde ese año, realizando el primer vuelo comercial en un Martin M-130 el 22 de noviembre con una gran cobertura de prensa. Luego, Pan Am usó un Boeing 314 para la ruta del Pacífico: en China, los pasajeros pudieron hacer viajes nacionales en la China National Aviation Corporation (CNAC) operada por Pan Am. Los Boeings 314 también fueron usados en rutas transatlánticas desde 1939.

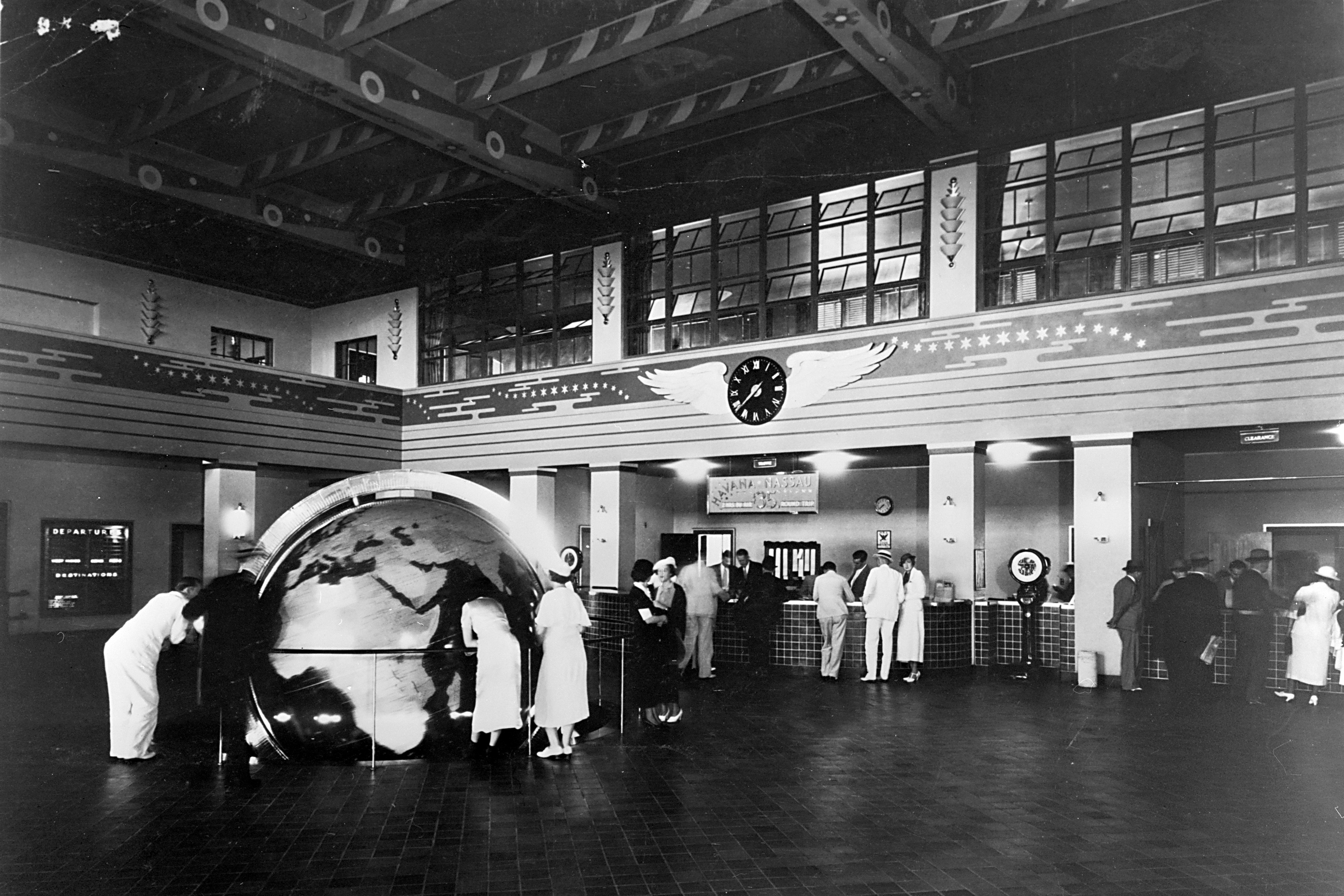
La terminal de Pan Am en Miami durante la década de 1940.

La forma de vestir de la tripulación fue cambiando y volviéndose cada vez más formal. En vez de la chaqueta de cuero, las tripulaciones de los Clippers usaron uniformes tipo naval y seguían un procedimiento cuando abordaban la aeronave.
Durante la Segunda Guerra Mundial la mayoría de los Clippers fueron a parar a usos militares, con las tripulaciones de vuelo de Pan Am operando bajo contrato. Durante esta era, Pan Am fue la pionera en la nueva ruta a lo largo del oeste y el centro de África a Irán, y a principios de 1942, se convirtió en la primera en operar una ruta que circunnavegaba el globo. Otro de los hechos en que fue pionera ocurrió en 1943, cuando Franklin Roosevelt se convirtió en el primer presidente de los EE. UU. en volar a bordo, en el Dixie Clipper.

### Posguerra y auge
Después de la guerra, la flota de Pan American World Airways fue rápidamente reemplazada por aviones más rápidos, como el Boeing 377, Douglas DC-6 y Lockheed Constellation. Durante casi cuarenta años, el vuelo 001 de Pan Am realizó un itinerario que se originaba en San Francisco y hacia escalas alrededor del mundo. Estas paradas incluían Honolulú, Tokio, Hong Kong, Bangkok, Delhi, Beirut, Estambul, Fráncfort, Londres, y finalmente Nueva York. El vuelo duraba 46 horas luego de su despegue inicial. Mientras el vuelo 002 daba la vuelta hacia el otro lado.
En la década de 1950, Pan Am se diversificó en otras áreas. Algunos de los negocios en que se involucró incluyeron una cadena hotelera, el InterContinental Hotel, y un jet ejecutivo, el Falcon. La aerolínea estuvo involucrada además en la creación de un sistema de seguimiento de misiles en el Atlántico sur y de operar una prueba de laboratorio de un motor nuclear en Nevada.
A pesar de que Pan Am trabajó intensivamente para expandir su posición como la aerolínea internacional de los Estados Unidos, perdió esa distinción por culpa primero de American Overseas Airlines, y después por otras diseñadas para competir con Pan Am en algunos mercados, como TWA a Europa, Braniff a Sudamérica, y Northwest Orient hacia el este de Asia. En 1950, poco después de comenzar con su servicio alrededor-del-mundo y desarrollar su concepto de servicio al cliente «economy class», Pan American Airways, Inc. fue renombrada como Pan American World Airways, Inc.

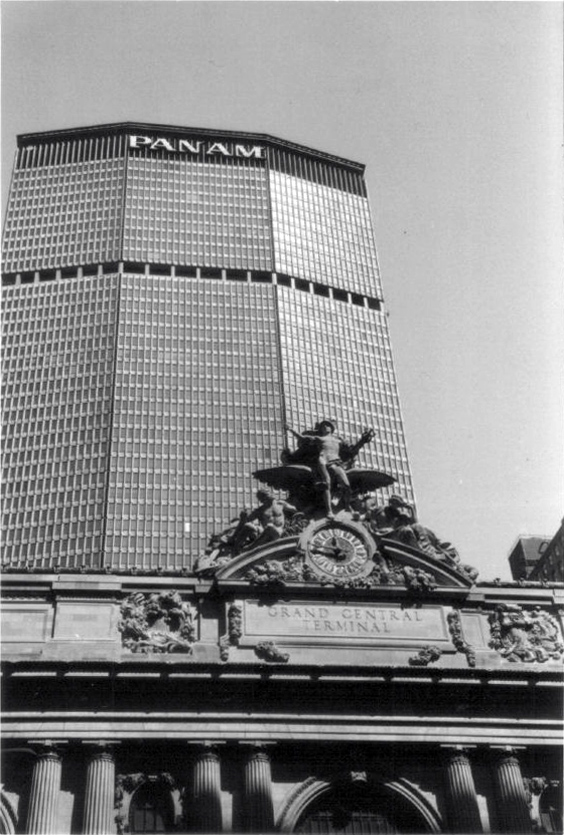
El antiguo edificio de Pan Am en Nueva York, ahora propiedad de MetLife.

Con fuerte competencia en muchas de sus rutas, Pan Am comenzó a invertir en innovaciones tales como el jet y aviones de largo fuselaje. Pan Am compró el DC-8 y el Boeing 707, que Boeing amplió a filas de seis pasajeros (en lugar de los cinco originales) bajo presión de Pan Am. La aerolínea inauguró el servicio de jet trasatlántico desde Nueva York a París el 26 de octubre de 1958 con un B-707 llamado Clipper America.
Uno de los símbolos de su poderío económico fue la construcción del Pan Am Building un edificio de oficinas de 58 pisos ubicado en la Park Avenue de Nueva York, ahora propiedad de Metlife y renombrado MetLife Building aunque es aún llamado «Pan Am...» por muchos neoyorquinos. Poseía el nombre de la compañía en el mismo lugar que lo posee Metlife y los logos en los costados. Durante su construcción, por el tráfico aéreo en aumento durante 1962, Pan Am encargó a IBM la construcción de PANAMAC, una gran computadora que manejaba reservas de vuelos y hoteles. Tenía además mucha información acerca de ciudades, países, aeropuertos, aviones, hoteles y restaurantes. El computador ocupó el piso cuarenta del edificio, que todavía estaba en construcción.
Pan Am también construyó Worldport, un edificio terminal del aeropuerto JFK en Nueva York que fue la terminal de aerolínea más grande del mundo durante muchos años. Se caracterizaba por su elíptico techo de 16.000m², suspendido lejos de las columnas exteriores de la terminal. La terminal fue diseñada para permitir a los pasajeros embarcar y desembarcar por escaleras sin mojarse, estacionando el morro del avión debajo. La introducción de los «fingers» hizo este avance obsoleto.
Pan Am fue el primer consumidor del Boeing 747, ordenando inicialmente 25 de ellos en abril de 1966. De esa manera, el gigantesco avión de la Boeing recibiría su impulso definitivo.
El 15 de enero de 1970, la entonces primera dama estadounidense Pat Nixon oficialmente bautizó al 747 de Pan Am en el Aeropuerto Internacional Washington Dulles en presencia del presidente de Pan Am, Najeeb Halaby. Aparte de romper una botella de champán, agua roja, blanca y azul fue rociada al avión. Pan Am operó el primer servicio del 747 de manera comercial la mañana del 21 de enero de ese mismo año, cuando el Clipper Victor voló desde Nueva York a Londres.
Pan Am fue también una de las tres aerolíneas en optar por el Concorde, pero al contrario que las otras (con excepción de British Overseas Airways Corporation y Air France) no compró el jet supersónico. Fue también un usuario potencial del abandonado Boeing 2707, el jet supersónico estadounidense que nunca vio la luz.

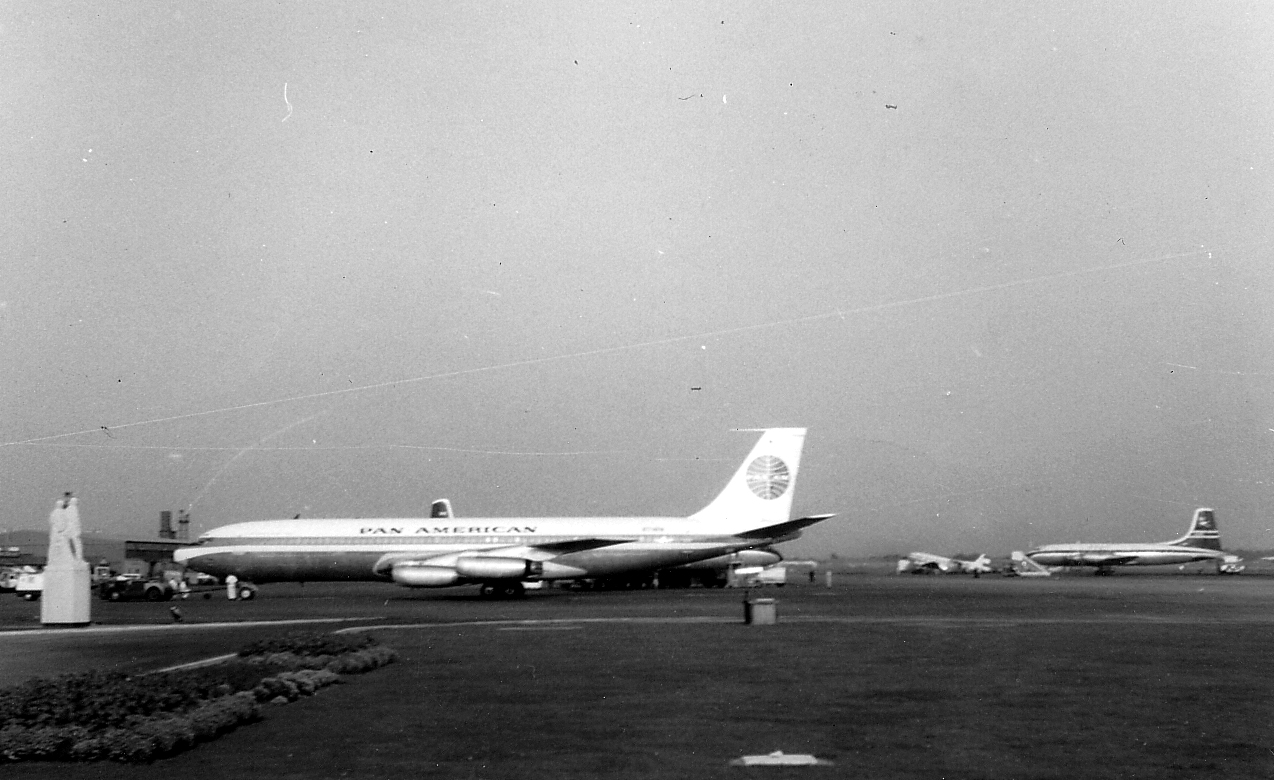
Boeing 707 de Pan Am en Londres (1960)

En su cima, Pan Am dio servicios programados a todos los continentes excepto la Antártida. Muchas de sus rutas eran entre Nueva York, Europa y Sudamérica, y entre Miami y el Caribe. Comenzando en 1964 (hasta un accidente en 1977), la aerolínea proveyó un servicio de helicópteros entre los principales aeropuertos de Nueva York y Manhattan. Aparte del DC-8, el Boeing 707 y 747, la flota de Pan Am también incluyó Boeing 720, 727 (que reemplazaron los 720), 737 y 747SP, que permitió a Pan Am volar sin escalas desde Nueva York a Tokio. La aerolínea también operó Lockheed L-1011, DC-10 y Airbus A300 y A310.
La aerolínea también participó en varios vuelos humanitarios. Pan Am operó 650 vuelos a la semana entre la República Federal Alemana y Berlín Occidental primero con un DC-6B y en 1966 con un Boeing 727. Pan Am voló además R&R Rest and Recreation (descanso y recreación) durante la guerra de Vietnam. Estos vuelos llevaban al personal de servicio estadounidense para R&R a Hong Kong, Tokio y otras ciudades asiáticas.
A principios de la década de los 70, la publicidad hizo que la aerolínea fuera bien conocida por su eslogan registrado «World's Most Experienced Airline», en español «La Aerolínea más Experimentada del Mundo», incluso se calcula que llegó a tener una participación en el mercado del 75%, (hay que recordar la baja oferta del mercado de aerolíneas para esta época). Fue respetada por la experiencia y profesionalidad de sus tripulaciones; los tripulantes de cabina eran multilingües y generalmente graduados de la universidad, frecuentemente con entrenamiento en enfermería.

### Caída

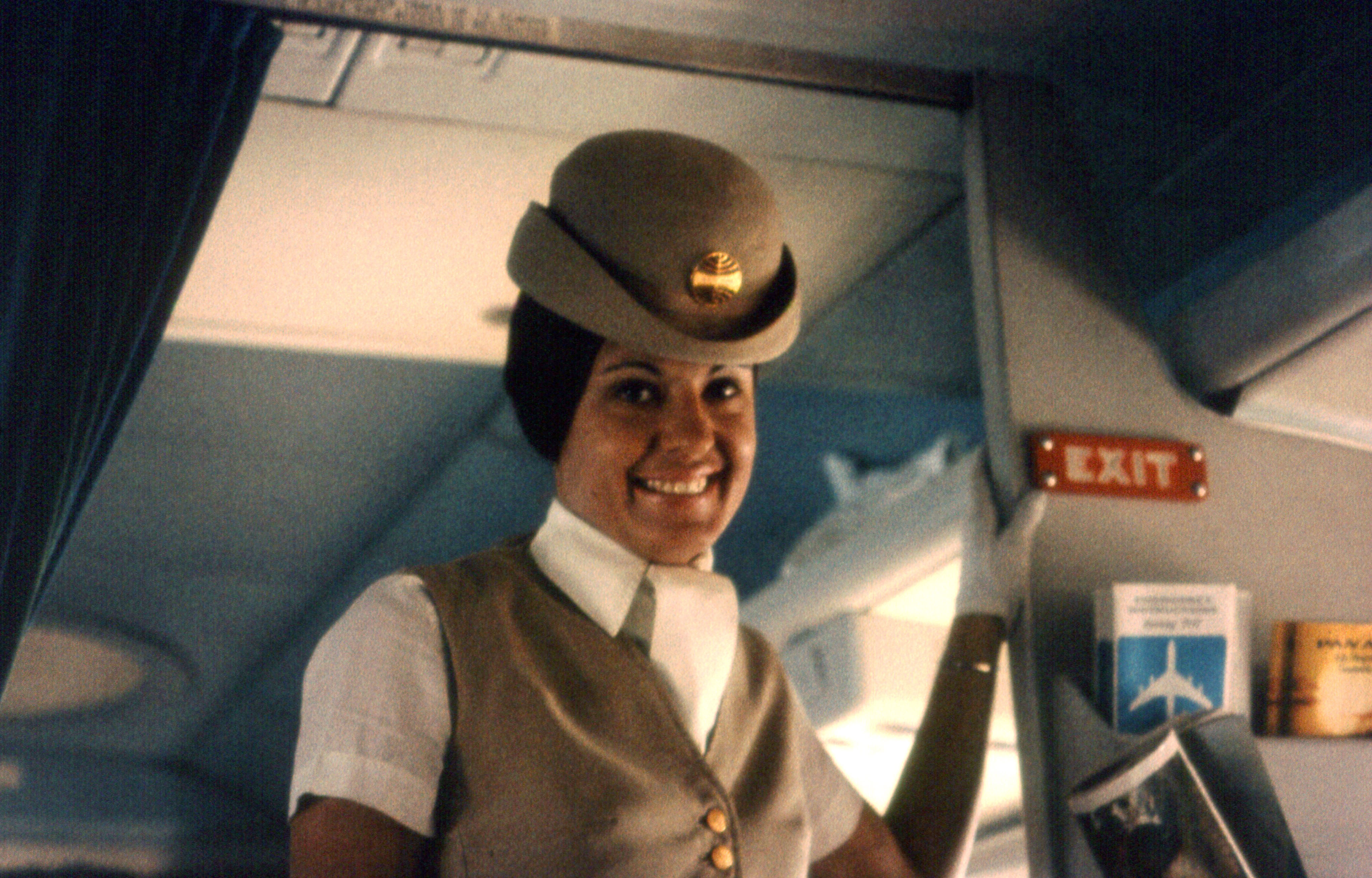
Tripulante de Pan Am en 1970.

La crisis energética de 1973 causó un fuerte impacto en los costos operacionales de Pan Am. Además del alto costo del combustible, la baja demanda y el exceso de material en el mercado del tráfico internacional (en parte causado por las rutas obtenidas por las otras aerolíneas, como el Caso de la ruta Transpacífica) redujo el número de pasajeros que llevó Pan Am, hasta sus límites de beneficio. Como otras grandes aerolíneas, Pan Am invirtió en una gran flota de 747 con la expectativa de que la demanda del tráfico aéreo continuaría su alza, que no fue el caso.
El 23 de septiembre de 1974, un grupo de empleados de Pan Am publicó un aviso en el New York Times para mostrar su desacuerdo sobre políticas federales que, según sentían, dañaba la viabilidad de su empleador. El artículo citado discrepaba con las tarifas de aterrizaje en aeropuertos, como Pan Am pagando 4.200 dólares para aterrizar en Sídney, Australia, mientras la aerolínea australiana, Qantas, sólo pagaba US$178 para aterrizar un jet comercial en Los Ángeles, estado de California. El anuncio también sostenía que el Servicio Postal de los Estados Unidos estaba pagando 5 veces más a las aerolíneas extranjeras para llevar el correo estadounidense que a Pan Am. Finalmente, el anuncio preguntaba por qué el Export-Import Bank (Exim Bank) de los EE. UU. hizo préstamos a Japón, Francia y Arabia Saudita con 6% de interés mientras Pan Am pagaba 12%.
Para mantenerse competitiva con otras aerolíneas, Pan Am intentó expandirse al mercado nacional de los Estados Unidos. Después de varios intentos de obtener autorización para rutas nacionales, finalmente se le permitió iniciar vuelos nacionales entre sus bases de operaciones en EE. UU. en 1979. Sin embargo, la falta de un sistema de rutas nacionales terminó perjudicando a Pan Am, por lo que Juan Trippe se enfocó en dominar el mercado extranjero. Mientras tanto, aerolíneas con rutas nacionales seguían compitiendo con Pan Am en rutas internacionales.

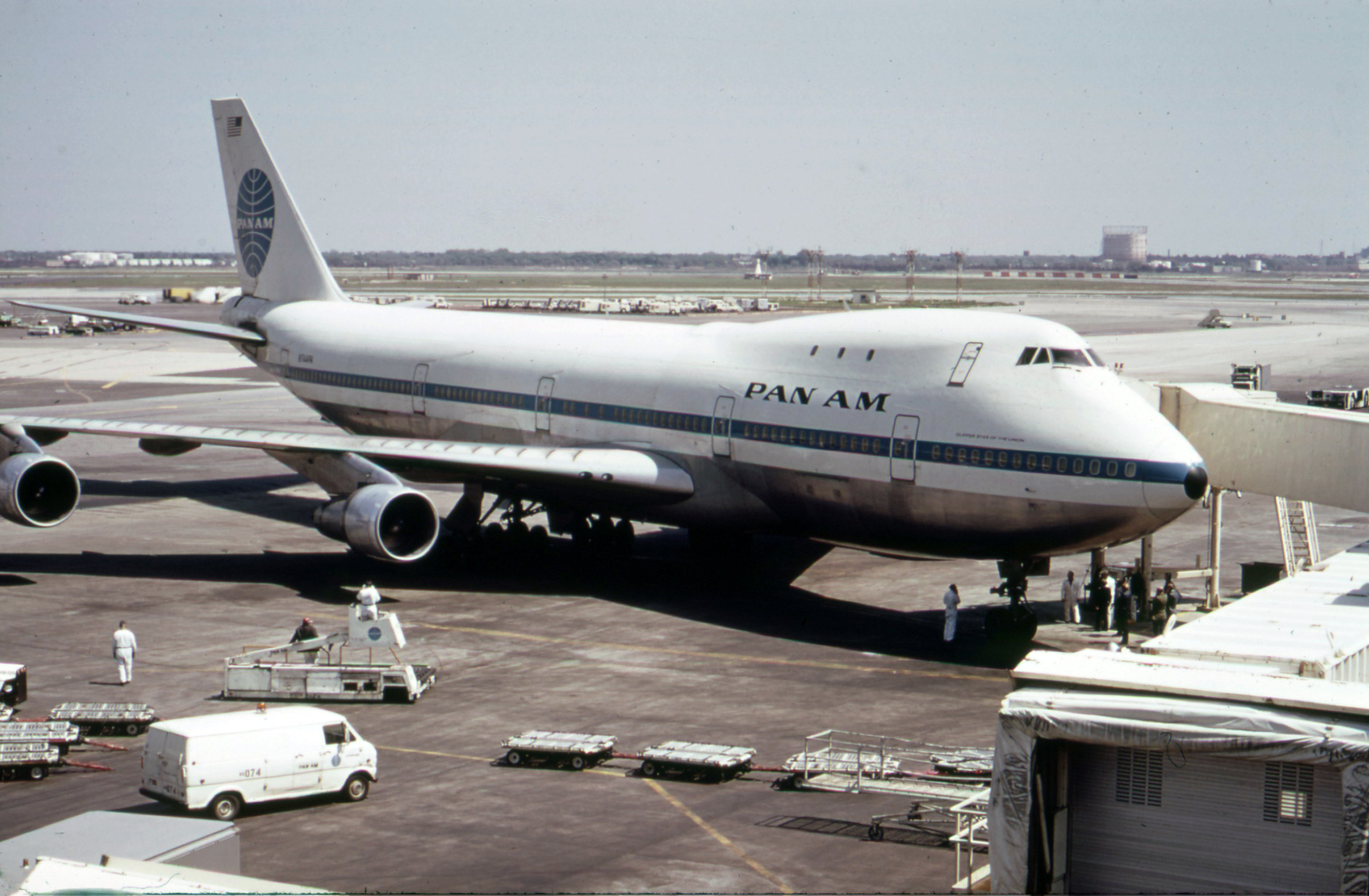
Boeing 747–100 en el Aeropuerto John F. Kennedy en mayo de 1973.

El icono que representaba Pan Am le hizo ser un objetivo para terroristas. En un intento para convencer al público que la aerolínea era segura, Pan Am creó un sistema de seguridad llamado Alert Management Systems en 1986. El nuevo sistema hizo poco para mejorar la seguridad. Esto fue agravado por intereses financieros, ya que se decidió mantener la seguridad al mínimo para que esta no fuera un inconveniente para los pasajeros y no perdieran tiempo en las salidas. La FAA multó a Pan Am por 19 fallas de seguridad, de un total de 236 detectadas entre 29 aerolíneas en diciembre de 1988.
El atentado terrorista de Lockerbie, Escocia, precipitó sus pérdidas financieras y se vio obligada a vender tanto sus aviones como sus rutas a la competencia. La empresa se fue a la bancarrota en 1991 y dejó de operar formalmente el 4 de diciembre de ese año. Tras un breve intento por resucitarla a finales de la década de 1990 la compañía volvió a quebrar y su marca fue vendida en 1998. Los dueños actuales operan algunos vuelos locales en los Estados Unidos.
Las rutas en el océano Pacífico fueron vendidas a United Airlines en 1985, las operaciones en Londres a la misma compañía en 1990 y las de Berlín fueron vendidas a Lufthansa ese mismo año.
A finales del año 2006 Pan Am pudo terminar de pagar sus deudas, terminando oficialmente la bancarrota de la compañía. Esto se debió al pago de $30 millones de dólares recibido por parte del Gobierno de Libia producto de una demanda civil y criminal interpuesta después del Atentado de Lockerbie en diciembre de 1988 (ver «Accidentes y atentados»).

## Resurreccionesde Pan Am

### Pan Am II
Un nuevo grupo de inversores incluyendo a Charles Cobb, el embajador de Islandia, compró los derechos de la marca Pan American después que la original se declarara la bancarrota. En septiembre de 1996, Pan Am II comenzó con un Airbus A300 llamado Clipper Fair Wind. El objetivo era proporcionar un servicio low-cost de larga distancia a ciudades importantes de EE. UU. y el Caribe. La nueva aerolínea fue guiada por el último vicepresidente y jefe de operaciones de Pan Am, Marty Shugrue, quien también ayudó en la creación del programa de viajero frecuente WorldPass y sirvió como presidente de American Airlines.
En septiembre de 1997, Pan Am Corporation, el grupo o holding operador de la aerolínea, compró Carnival Air Lines. Sin embargo, la rápida expansión y los problemas económicos de ambas compañías fue demasiado para la nueva Pan Am que sobrevivió sólo dos años antes de declararse en bancarrota, cesando sus vuelos en febrero de 1998. El certificado de operación usado por la primera Pan Am reencarnada fue abandonado en pro de obtener el certificado de Carnival. Pan Am, ahora operando con el certificado de Carnival, rápidamente se dedicó a realizar operaciones chárter mientras el nuevo dueño, la Guilford Transportation Industries, adquiría ciertos derechos de las compañías en bancarrota después de la aprobación del Tribunal.

### Pan Am III
En junio de 1998, la marca Pan Am fue vendida a Guilford Transportation Industries, una compañía de ferrocarriles encabezada por Tim Mellon de la familia banquera de Pittsburgh. Guilford lanzó Pan American Airways con una flota de siete ya obsoletos Boeing 727 (dejados de fabricar en 1984). La tercera reencarnación comenzó sus operaciones en octubre de 1999 y voló a nueve ciudades en Nueva Inglaterra, Florida y Puerto Rico. Se enfocó en aeropuertos secundarios como Orlando Sanford Airport en vez de Orlando International Airport y Worcester Regional Airport en vez del colapsado Logan International Airport en el aérea de Boston. Luego Pan Am tuvo arreglos cooperativos con la Boston-Maine Airways, una subsidiaria incorporada por la aerolínea en marzo de 1999.
Guilford cesó de operar a Pan Am el 1 de noviembre de 2004. Las operaciones fueron transferidas a la Boston-Maine, la cual operó el servicio de los 727 bajo la marca Pan Am Clipper Connection desde el 17 de febrero de 2005. En 2003 Pan Am Guilford también formó una filial dominicana llamada Pan Am Dominicana, conocida como PAWA Dominicana, en abreviación a las iniciales Pan American World Airways. Esta fue vendida a una empresa llamada Grupo Cóndor, la cual la reinició en 2015, finalmente terminando con su cierre a mediados de 2018 debido a la falta de pagos a las autoridades del Instituto Dominicano de Aviación Civil (IDAC). Esta aerolínea fue la última en usar el nombre de Pan Am.

## Accidentes y atentados
Pan Am sufrió aproximadamente cincuenta accidentes a lo largo de su existencia, siendo algunos de ellos los peores de la historia. Sin embargo la mayoría de estos fueron parte del avance de la aviación hacia uno de los medios de transporte más seguros.
- El primer accidente de Pan Am fue un vuelo desde la capital cubana de La Habana a Cayo Hueso (en el sur del estado de la Florida), el 15 de agosto de 1928, cuando uno de sus F-7 experimentó problemas con el motor. El avión amerizó terminando sin víctimas mortales y con el correo «casi» intacto, ya que debieron secarlo.

- El primero con víctimas mortales ocurrió bajo el nombre de Panagra (Pan American-Grace Airways, Inc.) el 16 de julio de 1932 cerca de Vitacura, Chile. Cuando un Ford 5-AT-C Trimotor con destino a Mendoza, Argentina, se estrelló en una montaña, falleciendo las nueve personas a bordo. El avión fue encontrado 20 meses después.

- Uno de los accidentes que llevaron a que la FAA ordenara la instalación de dispositivos de seguridad a bordo fue el vuelo 214, un Boeing 707 Clipper Tradewind que iba desde Baltimore a Filadelfia, el cual súbitamente se vio envuelto en llamas el 8 de diciembre de 1963. La investigación determinó que un rayo habría encendido los vapores en los tanques de combustible. Como consecuencia del desastre, fueron instalados pararrayos en todos los aviones comerciales.[15]

- Desastre aéreo de Tenerife. Considerado en la actualidad como el peor desastre de la aviación (los atentados del 11 de septiembre de 2001 no se consideran un accidente ya que fue un ataque terrorista suicida). El 27 de marzo de 1977 dos Boeing 747 (uno de Pan Am y otro de la Neerlandesa KLM) son desviados de su destino original (Gran Canaria) hacia el aeródromo Los Rodeos, ubicado en la isla española de Tenerife, debido a una amenaza de bomba en Gran Canaria, colocada por el Movimiento por la Autodeterminación e Independencia del Archipiélago Canario (MPAIAC). Después de que el aeropuerto de Gran Canaria reabriera, ambos aviones recibieron la autorización para rodar hacia la pista. El primero es el KLM seguido por el Pan Am. La niebla es densa y el controlador no posee ninguna herramienta para ver qué pasa con los aviones. Mientras el KLM se encuentra en la cabecera de la pista y el Pan Am se encuentra cruzándola, el KLM notifica su despegue (sin haber recibido autorización) e inicia su carrera de despegue. Ni el controlador ni el Pan Am ven el verdadero alcance de la situación y creen que notificaba que estaba listo. Después de los malentendidos entre controlador y el KLM y los desacuerdos en la cabina del KLM, el error sale a la luz pero demasiado tarde, el KLM no puede detenerse y el Pan Am intenta salirse de la pista hacia la hierba. El KLM ya en el aire golpea la parte superior del otro 747 con el tren de aterrizaje. Murieron 583 personas en total, por lo que se trata del mayor accidente de la aviación en general y de la comercial en particular.

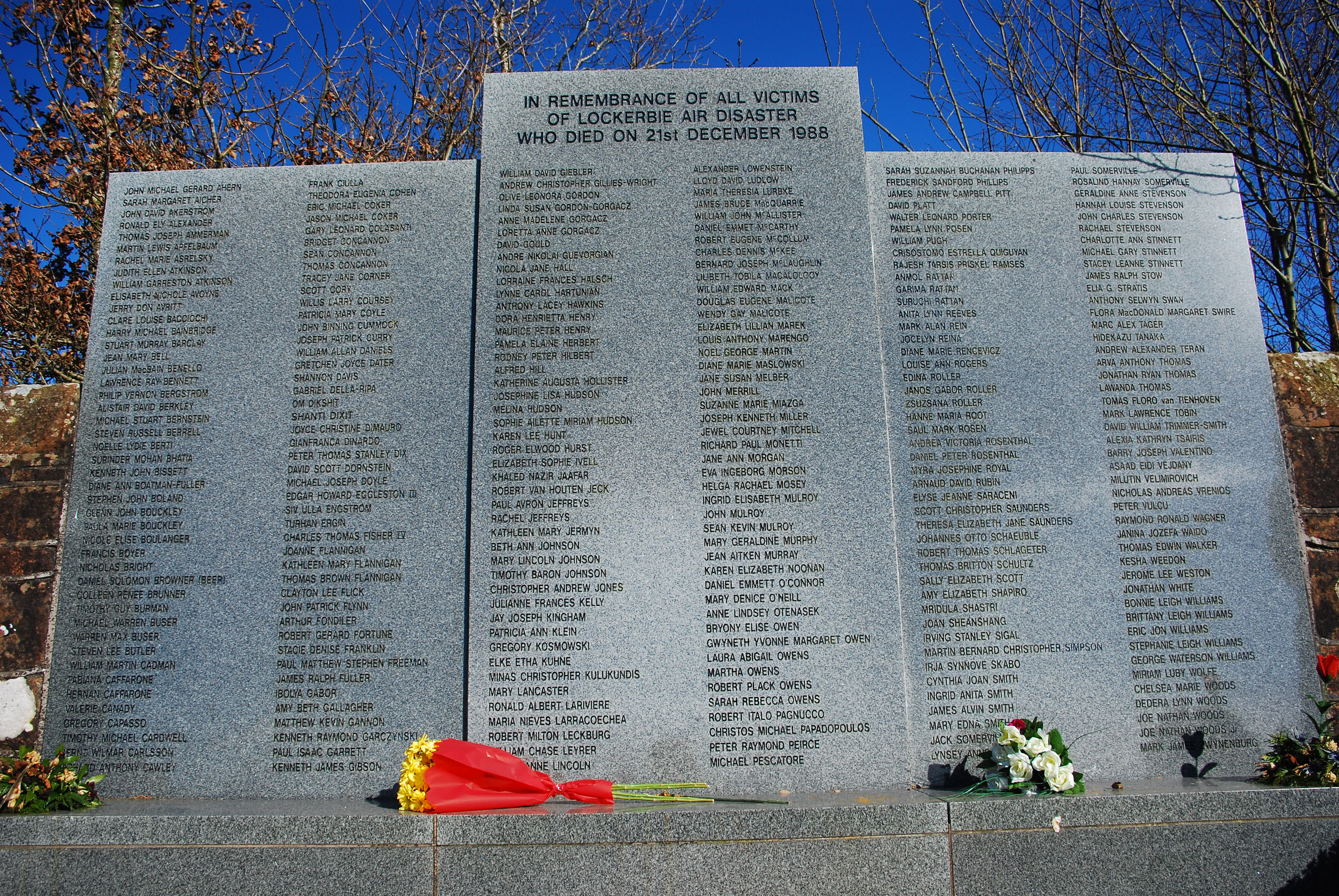
Memorial a las víctimas del atentado terrorista de Lockerbie.

- Atentado de Lockerbie. El 21 de diciembre de 1988, el vuelo 103, un Boeing 747 que volaba desde Londres hacia Nueva York, explotó en el aire partiéndose en dos, sus restos cayeron sobre la ciudad escocesa de Lockerbie. Murieron las 259 personas que viajaban a bordo y 11 personas más en tierra. La explosión provino de un artefacto explosivo colocado por terroristas libios, ubicado en la sección delantera de la zona de carga.[16] Este atentado fue un gran golpe para Pan Am principalmente por la aflicción en vidas humanas inocentes y sacrificadas, también por la pérdida del aparato y por el pánico que se apoderó del público lo que terminó precipitando la caída de Pan Am.

## Aviones
| Modelo                   | Fabricante        | Pasajeros | Año  |
| ------------------------ | ----------------- | --------- | ---- |
| Fokker F-7               | Fokker            | 8         | 1927 |
| S-38                     | Sikorsky          | 8         | 1928 |
| Fokker F-10A             | Fokker            | 12        | 1929 |
| Commodore                | Consolidated      | 32        | 1930 |
| S-40                     | Sikorsky          | 38        | 1931 |
| S-42                     | Sikorsky          | 32        | 1934 |
| Douglas Dolphin          | Douglas           | 8         | 1934 |
| Lockheed L-10 Electra    | Lockheed          | 10        | 1934 |
| Douglas DC-2             | Douglas           | 18        | 1934 |
| M130                     | Martin            | 41        | 1935 |
| S-43                     | Sikorsky          | 18        | 1937 |
| Boeing 307 Stratoliner   | Boeing            | 33        | 1938 |
| B314                     | Boeing            | 77        | 1939 |
| Curtiss C-46 Commando    | Curtiss           | 40        | 1943 |
| Douglas DC-4             | Douglas           | 52        | 1945 |
| L-1049 Constellation     | Lockheed          | 54        | 1946 |
| L-749                    | Lockheed          | 90        | 1947 |
| Convair 240-2            | Convair           | 40        | 1948 |
| Boeing 377 Stratocruiser | Boeing            | 86        | 1949 |
| Douglas DC-6             | Douglas           | 88        | 1954 |
| Boeing 707-121           | Boeing            | 143       | 1955 |
| Douglas DC-7             | Douglas           | 105       | 1955 |
| Boeing 707-321           | Boeing            | 135       | 1959 |
| Douglas DC-8             | Douglas           | 127       | 1960 |
| Boeing 720               | Boeing            | 112       | 1963 |
| Boeing 727-100           | Boeing            | 94        | 1964 |
| Boeing 747-100           | Boeing            | 370       | 1970 |
| McDonnell Douglas DC-10  | McDonnell Douglas | 270       | 1970 |
| Boeing 737               | Boeing            | 115       | 1982 |
| Airbus A300B4            | Airbus            | 254       | 1984 |
| Airbus A310              | Airbus            | 230       | 1985 |

## Destinos

### África Central
- Camerún
  - Duala – Aeropuerto Internacional de Duala
- Gabón
  - Libreville – Aeropuerto Internacional de León-Mba
- Zaire
  - Kinshasa – Aeropuerto de N'djili

### África Oriental
- Kenia
  - Nairobi – Aeropuerto Internacional Jomo Kenyatta
- Tanzania
  - Dar es Salaam – Aeropuerto internacional de Dar es Salaam
- Uganda
  - Kampala – Aeropuerto internacional de Entebbe

### África del Norte
- Egipto
  - El Cairo – Aeropuerto Internacional de El Cairo
- Marruecos
  - Casablanca – Aeropuerto Internacional Mohamed V
  - Rabat – Aeropuerto de Rabat–Salé
- Túnez
  - Túnez – Aeropuerto Internacional de Túnez-Cartago

### África del Sur
- Sudáfrica
  - Johannesburgo – Aeropuerto internacional Jan Smuts

### África occidental
- Benín
  - Cotonú – Aeropuerto de Cadjehoun
- Costa de Marfil
  - Abiyán – Aeropuerto Internacional Félix-Houphouët-Boigny
- Ghana
  - Acra – Aeropuerto internacional de Kotoka
- Guinea
  - Conakri – Aeropuerto internacional de Conakri
- Liberia
  - Monrovia – Aeropuerto Internacional Roberts
- Nigeria
  - Lagos – Aeropuerto Internacional Murtala Muhammed
- Senegal
  - Dakar – Aeropuerto internacional Léopold Sédar Senghor

### Caribe
- Antigua y Barbuda
  - Isla Antigua – Aeropuerto Internacional V. C. Bird
- Bahamas
  - Nasáu – Aeropuerto Internacional Lynden Pindling
  - Rock Sound – Aeropuerto Internacional de Rock Sound
- Barbados
  - Bridgetown – Aeropuerto Internacional Grantley Adams
- Islas Caimán
  - Gran Caimán – Aeropuerto Internacional Owen Roberts
- Curazao
  - Curazao – Aeropuerto Internacional Hato
- República Dominicana
  - Puerto Plata – Aeropuerto Internacional Gregorio Luperón
  - Santo Domingo – Aeropuerto Internacional Las Américas
- Guadalupe francesa
  - Pointe-à-Pitre – Aeropuerto Internacional de Pointe-à-Pitre
- Martinica francesa
  - Fort de France – Aeropuerto Internacional de Martinica Aimé Césaire
- Haití
  - Puerto Príncipe – Aeropuerto Internacional Toussaint Louverture
- Jamaica
  - Kingston – Aeropuerto Internacional Norman Manley
  - Bahía Montego – Aeropuerto Internacional Sangster
- Puerto Rico
  - San Juan – Aeropuerto Internacional Luis Muñoz Marín
- San Martín
  - Philipsburg – Aeropuerto Internacional Princesa Juliana
- San Cristóbal y Nieves
  - Basseterre – Aeropuerto internacional Robert L. Bradshaw
- Santa Lucía
  - Castries – Aeropuerto Internacional de Hewanorra
- Trinidad y Tobago
  - Puerto España, Trinidad – Aeropuerto Internacional de Piarco
- Islas Turcas y Caicos
  - Gran Turca – Aeropuerto Internacional JAGS McCartney
  - Providenciales – Aeropuerto Internacional de Providenciales
- Islas Vírgenes de los Estados Unidos
  - Saint Croix - Aeropuerto internacional Henry E. Rohlsen
  - Frederiksted – Aeropuerto Internacional Alexander Hamilton
  - St. Thomas – Aeropuerto Cyril E. King

### Centroamérica
- Costa Rica
  - San José –Aeropuerto Internacional Juan Santamaría
- El Salvador
  - San Salvador – Aeropuerto Internacional de Cuscatlán
- Guatemala
  - Ciudad de Guatemala – Aeropuerto Internacional La Aurora
- Honduras
  - San Pedro Sula – Aeropuerto Internacional Ramón Villeda Morales
  - Tegucigalpa – Aeropuerto Internacional de Toncontín
- Nicaragua
  - Managua – Aeropuerto Internacional Las Mercedes
- Panamá
  - Ciudad de Panamá – Aeropuerto Internacional de Tocumen Ciudad Foco

### América del Norte
- Bermudas
  - San David – L.F. Aeropuerto Internacional de Wade
- Canadá
  - Gander – Aeropuerto internacional de Gander
  - Toronto – Aeropuerto Internacional Pearson de Toronto
  - Whitehorse – Aeropuerto internacional Erik Nielsen Whitehorse
  - Vancouver – Aeropuerto internacional de Vancouver
- México
  - Cancún – Aeropuerto Internacional de Cancún
  - Mérida – Aeropuerto Internacional de Mérida
  - Ciudad de México – Aeropuerto Internacional de la Ciudad de México
  - Monterrey – Aeropuerto Internacional de Monterrey
  - Tampico – Aeropuerto Internacional de Tampico
  - Tapachula – Aeropuerto Internacional de Tapachula
- Estados Unidos
  - Alaska
    - Fairbanks – Aeropuerto internacional de Fairbanks
    - Juneau – Aeropuerto internacional de Juneau
    - Ketchikan – Aeropuerto internacional de Ketchikan
    - Nombre – Nombre Aeropuerto
    - Tanacross – Aeropuerto de Tanacross

  - California
    - Los Ángeles – Aeropuerto Internacional de Los Ángeles
    - San Diego – Aeropuerto internacional de San Diego
    - San Francisco – Aeropuerto Internacional de San Francisco

  - Colorado
    - Denver – Aeropuerto internacional de Stapleton

  - Connecticut
    - Hartford – Aeropuerto internacional Bradley

  - Florida
    - Fort Lauderdale – Aeropuerto internacional de Fort Lauderdale-Hollywood
    - Fort Myers – Aeropuerto internacional del suroeste de Florida
    - Jacksonville – Aeropuerto internacional de Jacksonville
    - Melbourne – Aeropuerto internacional de Orlando Melbourne
    - Miami – Aeropuerto Internacional de Miami Ciudad Foco
    - Orlando – Aeropuerto internacional de Orlando
    - Pensacola – Aeropuerto internacional de Pensacola
    - St. Petersburgo – St. Aeropuerto Internacional Pete-Clearwater
    - Sarasota/Bradenton – Aeropuerto internacional de Sarasota–Bradenton
    - Tampa – Aeropuerto internacional de Tampa
    - West Palm Beach – Aeropuerto internacional de Palm Beach

  - Georgia
    - Atlanta - Aeropuerto internacional Hartsfield-Jackson de Atlanta
    - Savannah – Aeropuerto internacional de Savannah/Hilton Head

  - Hawái
    - Hilo – Aeropuerto internacional de Hilo
    - Honolulu – Aeropuerto internacional Daniel K. Inouye

  - Illinois
    - Chicago – Aeropuerto internacional O'Hare

  - Indiana
    - Indianápolis – Aeropuerto internacional de Indianápolis

  - Luisiana
    - Nueva Orleans – Aeropuerto Internacional Louis Armstrong de Nueva Orleans

  - Maryland
    - Baltimore – Aeropuerto internacional de Baltimore Washington

  - Massachusetts
    - Boston – Aeropuerto Internacional Logan

  - Míchigan
    - Detroit – Aeropuerto metropolitano del condado de Wayne de Detroit

  - Minnesota
    - Mineápolis/Saint Paul – Aeropuerto internacional de Minneapolis-Saint Paul

  - Misuri
    - Kansas City – Aeropuerto internacional de Kansas City
    - S t. Luis – St. Aeropuerto Internacional Louis Lambert

  - Nuevo Hampshire
    - Portsmouth – Aeropuerto internacional de Portsmouth en Pease

  - New Jersey
    - Newark – Aeropuerto Internacional Newark Liberty

  - Nueva York
    - Nueva York
      - Aeropuerto Internacional John F. Kennedy - (Worldport)
      - Aeropuerto LaGuardia - (Terminal Aérea Marítima)

    -  Puerto Washington – Base de hidroaviones Sands Point

  - Carolina del Norte
    - Charlotte – Aeropuerto internacional Charlotte Douglas
    - Raleigh/Durham – Aeropuerto internacional de Raleigh-Durham

  - Ohio
    - Cleveland – Aeropuerto internacional de Cleveland Hopkins

  - Oregón
    - Portland – Aeropuerto internacional de Portland

  - Pensilvania
    - Filadelfia – Aeropuerto internacional de Filadelfia
    - Pittsburgh – Aeropuerto internacional de Pittsburgh

  - Isla de Rhode
    - Providencia – T.F. Aeropuerto Verde

  - Tennessee
    - Nashville – Aeropuerto internacional de Nashville

  - Texas
    - Austin – Aeropuerto Municipal Robert Mueller
    - Corpus Christi – Aeropuerto internacional de Corpus Christi
    - Dallas/Fort Worth – Aeropuerto internacional de Dallas/Fort Worth
    - Houston - Aeropuerto Intercontinental George Bush
    - San Antonio – Aeropuerto Internacional de San Antonio

  - Utah
    - Salt Lake City – Aeropuerto internacional de Salt Lake City

  - Virginia
    - Norfolk – Aeropuerto internacional de Norfolk

  - Washington D.C.
    - Aeropuerto Internacional Washington Dulles HUB
    - Aeropuerto Nacional Ronald Reagan de Washington

  - Washington
    - Seattle/Tacoma – Aeropuerto internacional de Seattle-Tacoma

### América del Sur
- Argentina
  - Buenos Aires – Aeropuerto Internacional Ministro Pistarini
- Bolivia
  - La Paz – Aeropuerto Internacional de El Alto
- Brasil
  - Campinas – Aeropuerto Internacional de Viracopos
  - Curitiba – Aeropuerto Internacional Afonso Pena
  - Florianópolis – Aeropuerto Internacional Hercílio Luz
  - Porto Alegre – Aeropuerto Internacional Salgado Filho
  - Recife – Recife/Guararapes-Aeropuerto Internacional Gilberto Freyre
  - Río de Janeiro – Aeropuerto Internacional de Río de Janeiro/Galeão Aeropuerto Secundario
  - São Paulo – Aeropuerto Internacional de São Paulo/Guarulhos
- Chile
  - Santiago – Aeropuerto Internacional Arturo Merino Benítez
- Colombia
  - Barranquilla – Aeropuerto Internacional Ernesto Cortissoz
  - Bogotá – Aeropuerto Internacional El Dorado
  - Cali – Aeropuerto Internacional Alfonso Bonilla Aragón
  - Medellín
    - Aeropuerto Internacional José María Córdova
    - Aeropuerto Olaya Herrera
- Ecuador
  - Guayaquil – Aeropuerto Internacional José Joaquín de Olmedo
  - Quito – Antiguo Aeropuerto Internacional Mariscal Sucre
- Guayana Francesa
  - Cayena – Cayena – Aeropuerto Félix Eboué
- Guyana
  - Georgetown – Aeropuerto Internacional de Timehri
- Paraguay
  - Asunción – Aeropuerto Internacional Silvio Pettirossi
- Perú
  - Lima – Aeropuerto Internacional Jorge Chávez
- Surinam
  - Paramaribo – Aeropuerto internacional de Paramaribo-Zanderij
- Uruguay
  - Montevideo – Aeropuerto Internacional de Carrasco
- Venezuela
  - Caracas – Aeropuerto Internacional Simón Bolívar
  - Coro - Aeropuerto José Leonardo Chirino
  - Maracaibo – Aeropuerto Internacional La Chinita
  - Maturín - Aeropuerto Internacional José Tadeo Monagas

## Pan Am en la cultura popular

### Hechos reales
- Atrápame si puedes (2002): Frank William Abagnale Jr. (Leonardo DiCaprio), un joven con una gran capacidad de engaño, se hace pasar por un piloto de Pan Am, vistiéndose, apareciéndose en aeropuertos y falsificando cheques de la compañía.
- El aviador (2004): Howard Hughes (Leonardo DiCaprio) un pionero de la aviación, que poseía la aerolínea Trans World Airlines, compite contra el monopolio que instaura Juan Trippe (Alec Baldwin) con Pan Am.

### Ficción
- 2001: A Space Odyssey (1968): En esta película aparece el Space Clipper, un avión comercial espacial de Pan Am, saliendo incluso en el póster. Irónicamente, Pan-Am entró en bancarrota en 1991, 10 años antes de que la historia de la película tuviera lugar.
- 2010: The Year We Made Contact (1984): En la continuación de 2001: A Space Odyssey también aparece Pan Am en un comercial de segundo plano con la frase: «At Pan Am, the sky is no longer the limit» (En Pan Am, el cielo ya no es el límite).
- Blade Runner (1982): Otra de las películas que situó a Pan Am en el futuro.
- James Bond: Dr. No, From Russia with Love, Casino Royale, Vive y deja morir, Licencia para matar son algunas de las películas donde salen aviones de la compañía.
- Juegos de guerra (1983): David (Matthew Broderick) entra en la computadora de Pan Am y reserva un billete. Además luego aparece volando en Pan Am cuando viaja a Oregón.
- Scarface: En una escena aparece un dirigible con la leyenda «The world is yours... Pan American». En otra escena, hacia el final de la película, aparece una valla de Pan Am mientras Antonio «Tony» Montana llama desde una teléfono público a su oficina.
- Roberto Carlos, en su videoclip «Como Es Grande Mi Amor por Ti (Como É Grande o Meu Amor por Você)» (1967), muestran las escenas del avión de carga de Pan Am.
- Joan Manuel Serrat, en su tema «Hermano que te vas a California» (1974), nombra el vuelo 121 de Pan Am.
- Pan Am (2011): Serie de televisión ambientada en los años 1960.
- Los Simpson: en el episodio «Rome-Old and Juli-eh», el Abuelo dice «En Pan Am me dijeron que siempre encontraría un empleo», a lo que Selma le responde: «Abe, Pan Am ya no existe».
- Los Simpson: en el episodio «A Serious Flanders» Ned Flanders está recogiendo basura en el parque cuando se encuentra con Homer haciendo lo mismo. Tropieza y cae por una colina y encuentra una bolsa de Pan Am con más de $ 173,296 en efectivo.
- Hook (1991): El avión en el que viaja Peter Banning "Peter Pan" (Robin Williams) y su familia, (Caroline Goodall, Charlie Korsmo, Amber Scott) de San Francisco (California) a Londres (Inglaterra) para visitar a Wendy Darling (Maggie Smith) es de la aerolínea Pan Am.